# オクターヴ奏法
オクターヴ奏法（オクターヴそうほう）は、和音の発生が可能な楽器（弦楽器、鍵盤楽器）において、1オクターヴ離れた同じ音を、一人の演奏家がユニゾンで演奏することである。メロディー、伴奏の双方で用いられる。
現在では、オクターバーというエフェクターを使用することにより、簡単に同じような効果を得ることもできる。しかし、電子楽器ならともかく、アコースティックな要素をもつ楽器においては、実際のオクターブ奏法で奏でた音とは明らかに違う、違和感のある音となってしまう。
この奏法において著名な演奏家に、ジャズギタリストのウェス・モンゴメリーがいる。ウェスの名はオクターブ奏法の代名詞にもなっている。

## 実際
クラシックの分野では、リスト・アルカン・パガニーニが、非常に多くの楽曲において、オクターヴによる見せ場を書き残している。

### ピアノその他鍵盤楽器
単純に8度間隔で打鍵するだけであるが、多くの奏者では親指と小指ないし薬指の組み合わせしかありえない。このためオクターブで移動進行する場合、手を広げながら手首や肘、肩の操作で演奏するので訓練が必要である。不用に頑なになると連続演奏はおぼつかない。両手伴にオクターブで演奏する場合は、ダブルオクターブと呼ばれる事もある。リストの技巧的な曲では、高速のダブルオクターブを要求するものが多々ある。またチャイコフスキーのピアノ協奏曲第1番の第三楽章にもピアニストの見せ場である、高速のダブルオクターブの演奏がある。
例)ショパン - 英雄ポロネーズのホ長調トリオ中間部の左手声部

### ヴァイオリンその他弦楽器
最低位置（第1ポジション）では人指し指と小指の組み合わせで隣接弦を押さえて演奏する。高位置（第4ポジション以上）では他の運指も可能である。もちろん手の大きい奏者には別の運指もある。
例) パガニーニ - 24の奇想曲